# Eresia heliconiformis
Eresia heliconiformis är en fjärilsart som beskrevs av Embrik Strand 1912. Eresia heliconiformis ingår i släktet Eresia och familjen praktfjärilar. Inga underarter finns listade i Catalogue of Life.